# Massenerhebungseffekt

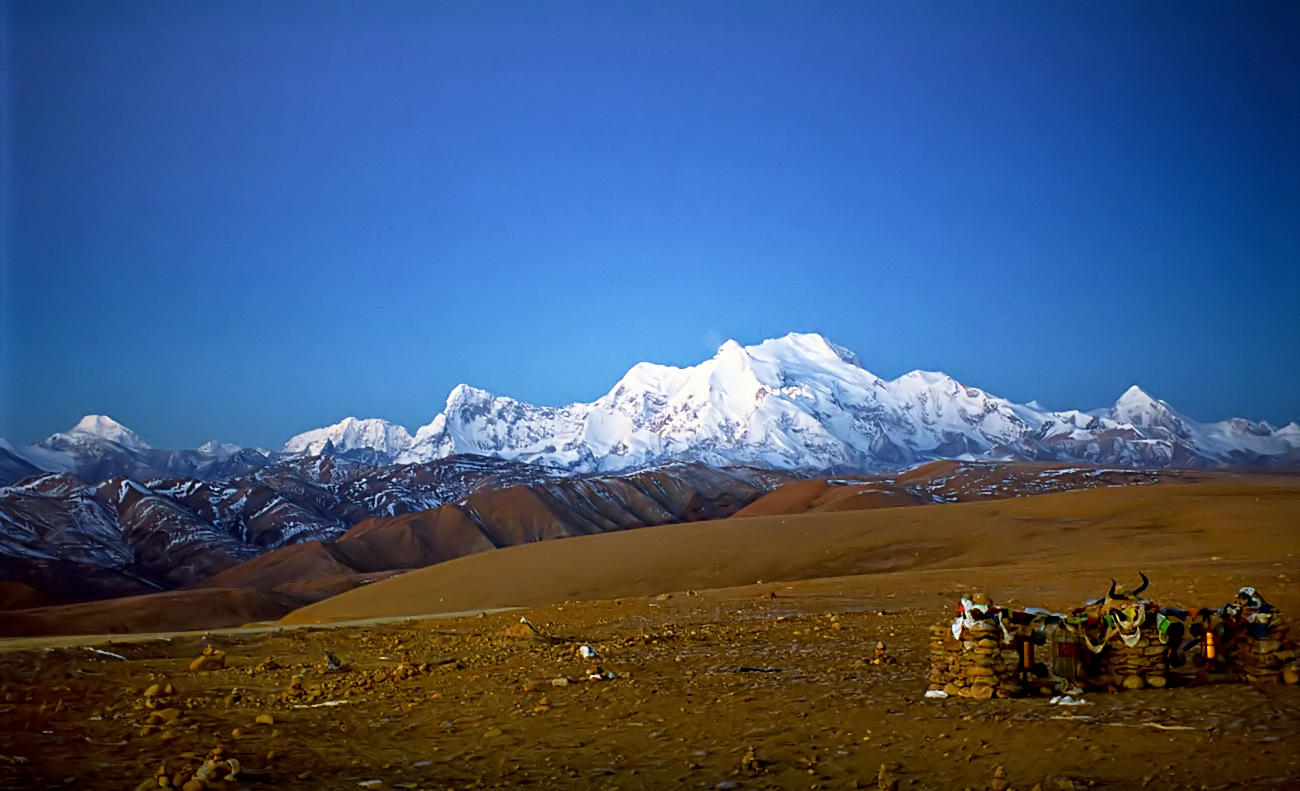
Hochasien ist die größte Massenerhebung der Erde: Die Temperaturen im Hochland von Tibet sind bis zu 6,5 °C höher als der atmosphärische Temperaturgradient erwarten ließe

Als Massenerhebungseffekt wird ein gebirgsklimatisches Phänomen bezeichnet, das in Hochländern auftritt und durch eine abgeschwächte Temperaturabnahme über größeren Massenerhebungen bei zunehmender Höhe über dem Meeresspiegel gekennzeichnet ist. So liegen die mittleren Lufttemperaturen in gleicher Höhe über dem Tiefland deutlich niedriger.
Die Erwärmung der Luft erfolgt im Allgemeinen durch die Absorption kurzwelliger solarer Strahlung an der Erdoberfläche und Umwandlung in langwellige Wärmestrahlung. Je höher der Erdboden in die Atmosphäre hineinragt, desto intensiver ist die Strahlung.
Das Zusammenspiel von höhenwärts zunehmender Wärmeausstrahlung im Rahmen der Strahlungsbilanz, abnehmendem Luft- beziehungsweise Partialdruck des Luftsauerstoffs und entsprechend negativem Temperaturgradienten in der untersten Atmosphärenschicht führt grundsätzlich mit zunehmender Höhe zu abnehmenden Lufttemperaturen von etwa 0,4 bis 0,7 °C über dem Erdboden pro 100 Höhenmeter.
Dies gilt jedoch nur für die bodennahen Luftschichten. In der freien Atmosphäre ist die Temperaturabnahme um bis zu 6,5 °C größer, da der Boden als „Heizfläche“ weiter entfernt ist. Auswirkungen dieses Effekts sind der Anstieg der Höhenstufen und der Schneegrenze von peripheren zu zentralen Bereichen von Gebirgen.
Randgebirge sorgen oftmals durch Abschirmung dahinterliegender Plateaus für wolkenarme und damit strahlungsreichere Wetterverhältnisse (Leelagen), die den Massenerhebungseffekt entsprechend verstärken. Die „Wärmeinseln“ über Hochländern haben erheblichen Einfluss auf das regionale Klimageschehen.